# Visseltofta
Visseltofta är kyrkbyn i Visseltofta socken och en småort i Osby kommun i Skåne län, belägen 11 kilometer nordväst om Osby, några kilometer från gränsen till Småland.
Riksväg 15 passerar norr om byn. I byns utkant flyter Helge å.

## Historia
Visseltofta har medeltida ursprung, och bestod länge av Visseltofta kyrka, prästgården, tre bondgårdar och ett antal torp. I Visseltofta fanns tidigare ett ganska stort sågverk, men detta är nedlagt sedan många år.

### Befolkningsutveckling
| Befolkningsutvecklingen i Visseltofta 1990–2015 | Befolkningsutvecklingen i Visseltofta 1990–2015 | Befolkningsutvecklingen i Visseltofta 1990–2015 | Befolkningsutvecklingen i Visseltofta 1990–2015 | Befolkningsutvecklingen i Visseltofta 1990–2015 |
| ----------------------------------------------- | ----------------------------------------------- | ----------------------------------------------- | ----------------------------------------------- | ----------------------------------------------- |
|                                                 |                                                 |                                                 |                                                 |                                                 |
| År                                              |                                                 |                                                 | Folkmängd                                       | Areal (ha)                                      |
| 1990                                            | 1990                                            |                                                 | 105                                             | 16                                              |
| 1995                                            | 1995                                            |                                                 | 111                                             | 19                                              |
| 2000                                            | 2000                                            |                                                 | 108                                             | 19                                              |
| 2005                                            | 2005                                            |                                                 | 102                                             | 20                                              |
| 2010                                            | 2010                                            |                                                 | 106                                             | 22                                              |
| 2015                                            | 2015                                            |                                                 | 110                                             | 47                                              |
|                                                 |                                                 |                                                 |                                                 |                                                 |

## Samhället
Visseltofta består av hus av varierande ålder, från de gamla bondgårdarna till moderna villor. Här finns också fortfarande Visseltofta kyrka, medan skolan blivit förskolan  Toftagården. Byns affär är nedlagd sedan länge, och Sparbankens kontor är också stängt. 
Vägen från Osby passerar över ån på en bro som byggdes 1923 som ett arbetslöshetsprojekt, enligt en inskription på en av brostenarna.

## Näringsliv
För några år sedan startade ett nytt, mindre, sågverk på samma plats som där det gamla sågverket legat. 

## Idrott
Wisseltofta IF har flera fotbollslag. Utöver fotboll har föreningen tennisbana, boulebana och en kanotlägerplats vid Helge å. Kanotlägerplatsen är dock i princip ur funktion, eftersom framkomligheten på kanotleden söderut är mycket dålig efter att kraftverksdammen vid Hästberga rasade 2010.